# Hecken (Hellenthal)
Hecken is een plaats in de Duitse gemeente Hellenthal, deelstaat Noordrijn-Westfalen, en telt 226 inwoners (2007).